# جاودانگی

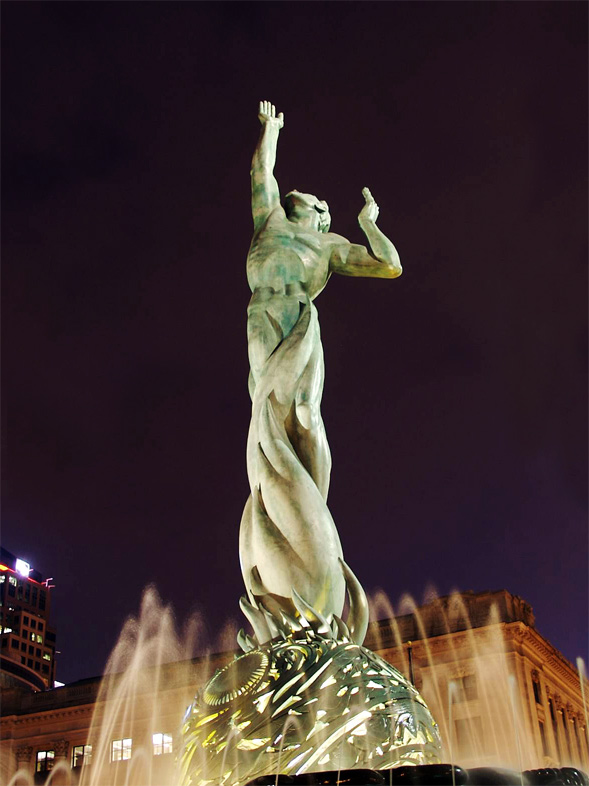
فواره زندگی جاودان در کلیولند نمایانگر انسانی است که از مرگ برمی‌خیزد و به سمت خدا و صلح عروج می‌کند.

جاودانگی، نامیرایی یا انوشگی، مفهوم زندگی ابدی است. برخی گونه‌های زیستی دارای «نامیرایی زیستی» به دلیل فقدان ظاهری حد هایفلیک هستند.
حداقل از زمان ادیان میانرودان باستان این اعتقاد وجود داشته است که خدایان ممکن است از نظر جسمی جاودانه باشند و این نیز حالتی است که خدایان در مواقعی به انسان ارائه می‌دهند. در مسیحیت اعتقاد به این که خداوند ممکن است جاودانگی جسمانی را با رستاخیز جسم در آخرالزمان عرضه کند، به‌طور سنتی در مرکز اعتقادات آن قرار داشته است. یک زندگی بی پایان انسانی چه شکلی به خود خواهد گرفت یا اینکه آیا یک زندگی غیر مادی روح وجود دارد که دارای جاودانگی است، کانون اصلی دین، و همچنین موضوع حدس و گمان و بحث بوده است. در زمینه‌های دینی، جاودانگی اغلب به عنوان یکی از وعده‌های الوهیت به انسان‌هایی است که فضیلت یا قانون الهی را انجام می‌دهند.
برخی از دانشمندان، آینده‌پژوه و فیلسوفان دربارهٔ جاودانگی بدن انسان نظریه‌پردازی کرده‌اند و برخی معتقدند جاودانگی انسان ممکن است در چند دهه اول قرن بیست و یکم با کمک برخی گمانه‌زنی‌ها محقق شود. مانند بارگذاری ذهن (فناناپذیری دیجیتال).

## بررسی اجمالی
عبارت است از زندگی ابدی، معاف بودن از مرگ؛ وجودِ بی‌پایان. مفهوم جاودانگی به دوران اساطیری بازمی‌گردد که مردم خدایان خود را بی‌مرگ می‌دانستند. برخی از گونه‌های جانوری ممکن است دارای نامیرایی زیستی باشند.
برخی از دانشمندان، آینده پژوهان و فلاسفه دربارهٔ جاودانگی بدن انسان نظریه‌پردازی کرده‌اند، برخی معتقدند که ممکن است جاودانگی انسان در چند دهه اول قرن ۲۱ محقق شود. طرفداران دیگر معتقدند که ادامه زندگی در کوتاه مدت، هدفی قابل دستیابی است و جاودانگی در انتظار دستیابی به موفقیت بیشتر در تحقیقات است. عدم پیری، جاودانگی بیولوژیکی را برای انسان فراهم می‌کند، اما در مقابل بیماری یا ضربه جسمی آسیب‌پذیر نیست. اگر امکان بارگذاری ذهن وجود داشته باشد می‌تواند آن را حل کند. اینکه فرایند جاودانگی داخلی طی سالهای آینده تحویل می‌شود، از نظر اولی عمدتاً به تحقیق (و در تحقیقات نورون در مورد جاودانگی داخلی از طریق یک رده سلولی جاودانه) بستگی دارد و شاید در مورد دوم یک هدف منتظر باشد.
نخستین اشاره به انسانِ انوشه را می‌توان در داستانی سومری یافت که بعداً به اساطیر بابل هم راه یافت. در این داستان اوتنپیشتی انسان پرهیزگاری بود که خدایان به او مأموریت دادند از هر جانوری جفتی برگزیند و درون کشتی ببرد تا از طوفان بزرگ که برای نابودی بددینان به راه می‌افتاد جان به درد ببرند. خدایان او را برای یادبود این واقعه جاودان کردند. گیلگمش، شاه اساطیری بابل بعدها پس از مرگ دوستش انکیدو به پویشی پا نهاد تا او را ببیند و راز جاودانگی را در یابد.
اشارهٔ قدیمی دیگر، داستانی در اساطیر یونان است که در آن زئوس کوزه‌ای آب حیات به انسان‌ها داد تا بنوشند و جاودان شوند و از فرسودگی جاودانی عذاب بکشند. در اساطیر یونان همسر ائوس هم به خواست او جاودانه شد. اما ائوس تنها بی‌مرگی خواسته بود و نه جوانی جاودان و همسرش آن قدر فرسوده شد که ائوس او را به زَنجره بدل کرد.
اشارهٔ متأخرتر مربوط به داستان سفرهای گالیور اثر جاناتان سوییفت است. گالیور در بخش سوم این داستان به سرزمین لاپوتا می‌رود و شوربختانی را می‌بیند که جاودان زاده شده‌اند.